# Footprints Live!
Footprints Live! från 2002 är ett livealbum av den amerikanske saxofonisten Wayne Shorter.

## Låtlista
Alla låtar är skrivna av Wayne Shorter om inget annat anges.
1. Sanctuary – 5:32
2. Masquelero – 8:28
3. Valse Triste (Jean Sibelius, arr. Wayne Shorter) – 8:00
4. Go – 5:02
5. Aung San Suu Kyi – 9:29
6. Footprints – 7:56
7. Atlantis – 8:28
8. Juju – 10:37

## Inspelningsdata
14 juli 2001 vid Umbria Jazz Festival i Perugia,  Italien (spår 8)
20 juli 2001 vid Festival de Jazz de Vitoria-Gasteiz, Spanien (spår 1, 2, 6)
24 juli 2001 i Palais Longchamps i Marseille, Frankrike (spår 3–5, 7)

## Medverkande
- Wayne Shorter – tenor- & sopransaxofon
- Danilo Perez – piano
- John Patitucci – bas
- Brian Blade – trummor